# باست هوند
باست هوند (به انگلیسی: Basset Hound)، نام یکی از نژادهای سگ است که خاستگاه آن به فرانسه و بریتانیا بازمی‌گردد. این نژاد در حالت بالغ به‌طور میانگین ۲۵–۳۴ کیلوگرم (۵۵–۷۵ پوند) وزن دارد. باست هوند در حالت بالغ ۳۰–۳۸ سانتیمتر (۱۲–۱۵ اینچ) ارتفاع دارد. باست هوند در هر بار زایمان ۶ تا ۸ توله می‌زاید.

## نگارخانه

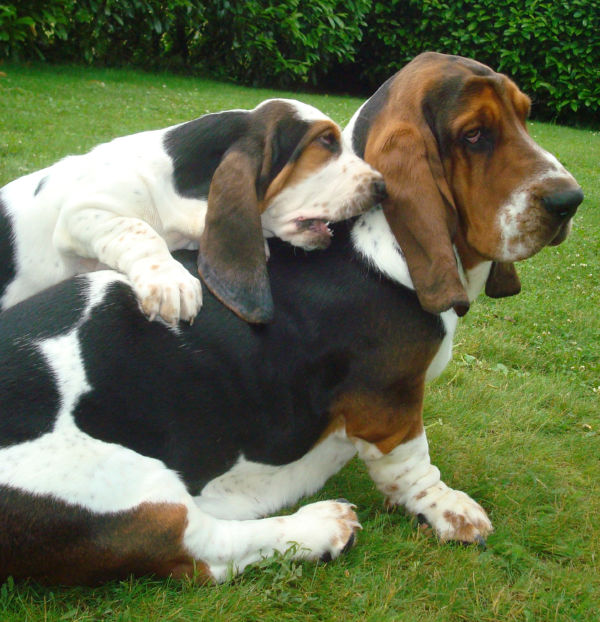
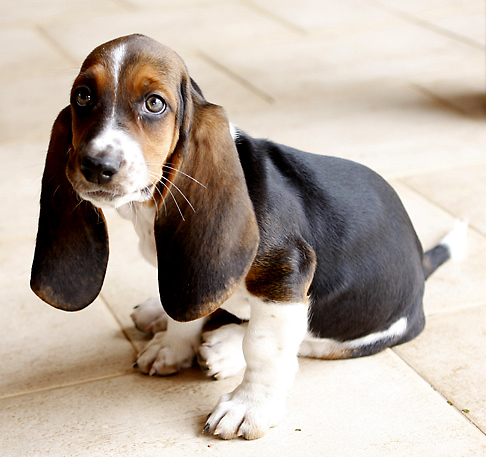
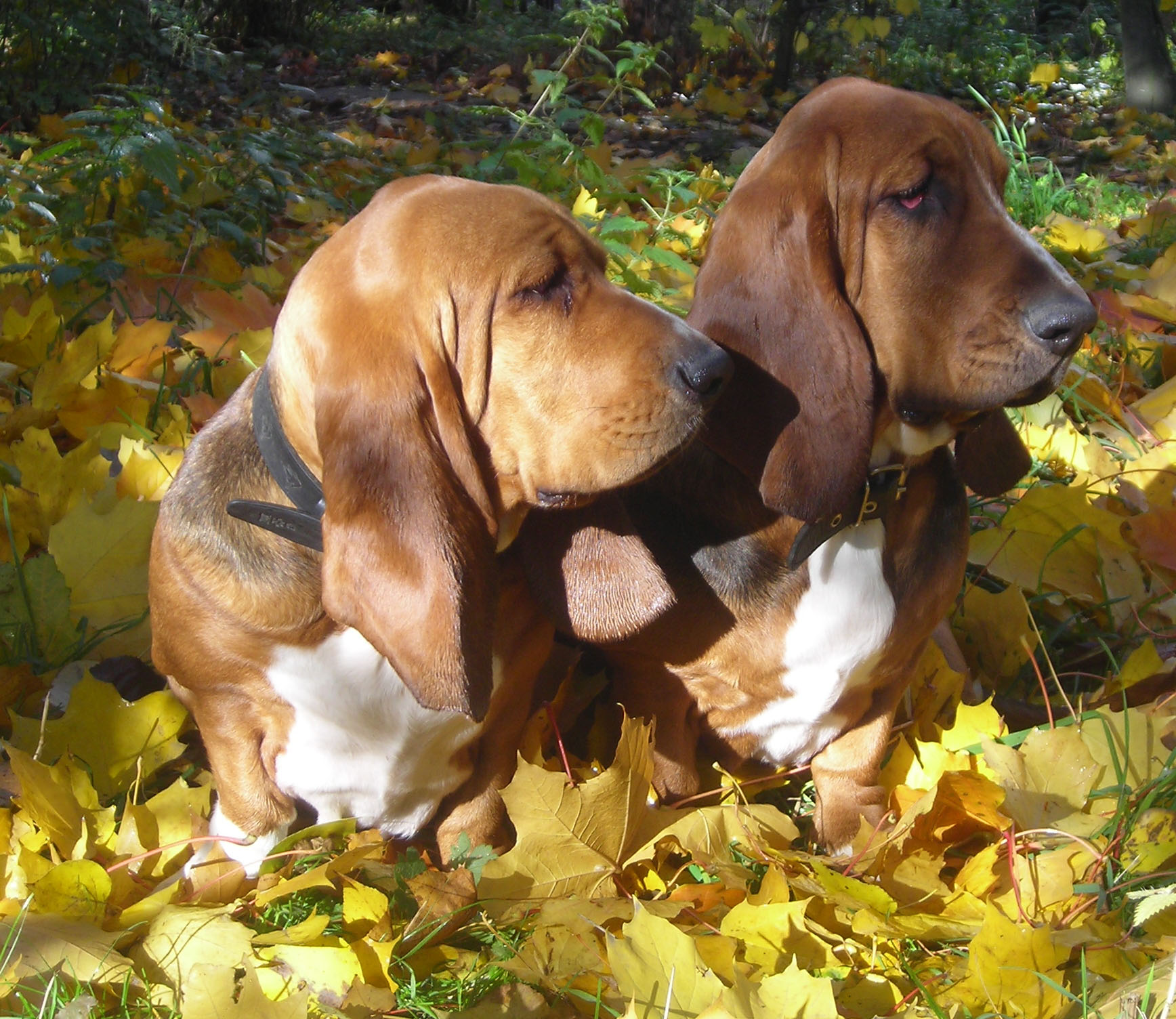
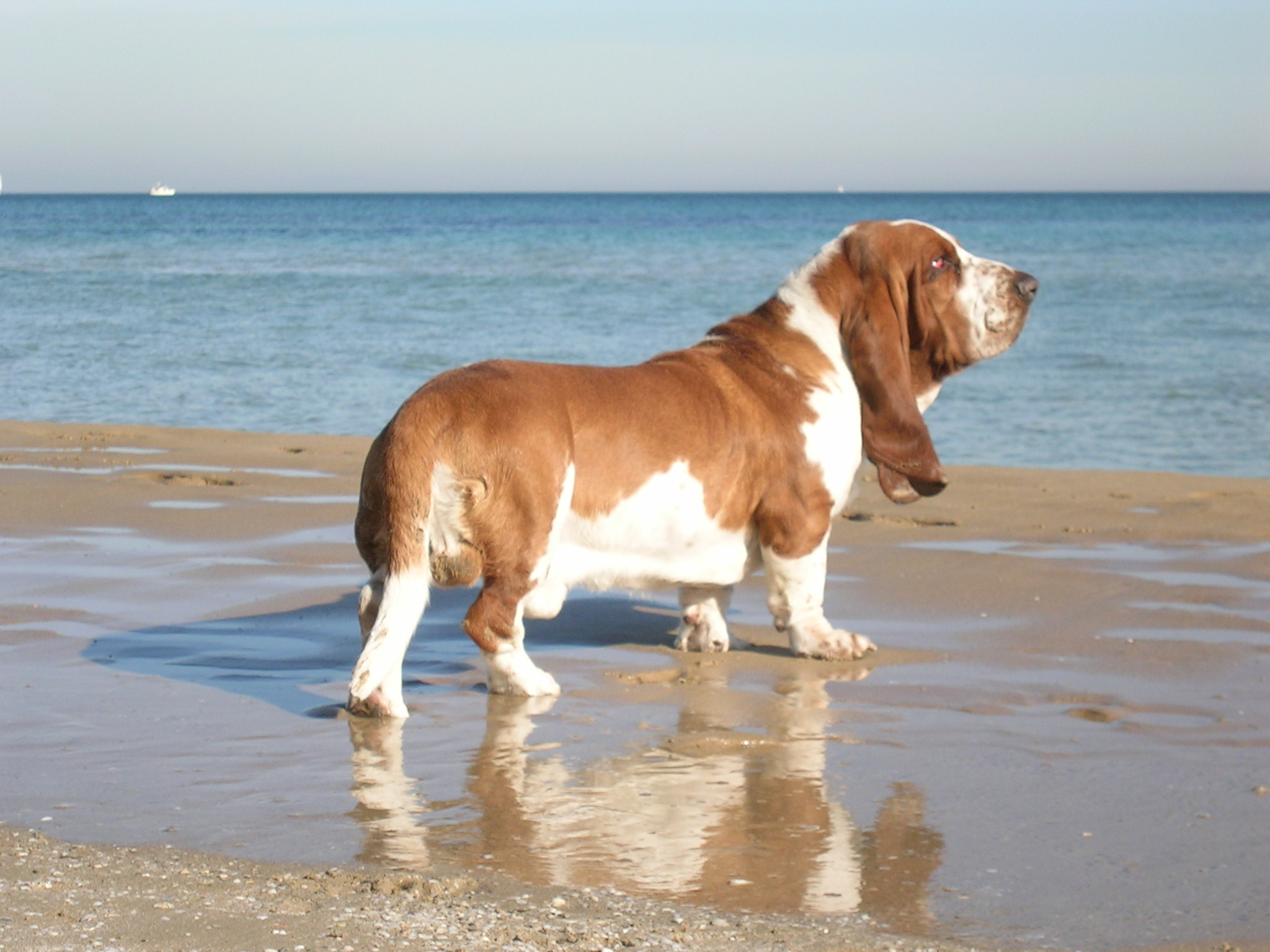